# Stadio Tres de Febrero
Lo stadio Tres de Febrero (in spagnolo: Estadio Tres de Febrero) è un impianto sportivo di José Ingenieros, nel partido di Tres de Febrero, in provincia di Buenos Aires. Ospita le partite interne del Club Almagro e ha una capienza di 21.000 spettatori.

## Storia e descrizione
Fu inaugurato il 7 aprile 1956 e completamente ristrutturato nel 2000 con la promozione dell'Almagro nella massima divisione del calcio argentino.
Lo stadio è stato realizzato completamente in cemento ed è costituito da quattro differenti settori. La tribuna, dotata di soli posti a sedere, è attrezzata anche con 16 cabine per la televisione e cinque palchi d'onore.